# Artaban
Ovo je glavno značenje pojma „Artaban“, za istoimenog baktrijskog satrapa vidi članak: Artaban od Baktrije
Artaban od Hirkanije je bio politička ličnost u doba Ahemenidskog Carstva, a navodno je i vladao nekoliko mjeseci (465. – 464. pr. Kr.). Artaban je podrijetlom vjerojatno bio iz satrapije Hirkanije, gdje je služio kao visoki namjesnik Kserksa I. (vjerojatno satrap) ili pak kao njegov osobni čuvar.
Prema Aristotelu, Artaban je bio odgovoran za smrt Kserksovog sina Darija, a nakon što je zavjera otkrivena pokušao je ubiti i samog velikog kralja. Povjesničar Justin navodi kako je Artaban imao ambicije postati perzijskim vladarom, dok ostali navode kako je želio na tron postaviti drugog Kserksovog sina Artakserksa I. Isti izvori tvrde kako je Artaban u potpunosti dominirao nad Artakserksom I. nekoliko mjeseci, no on ga je kasnije ubio vlastitim mačem. Postoji mogućnost kako je Artakserkso I. biblijski lik „Ahasver“ iz knjige o Esteri, dok je Artaban „Haman“ iz iste priče o Purimu.

## Vanjske poveznice
- Artaban (Artabanus), AncientLibrary.com